# Universidade de Khalifa
Universidade de Khalifa (no original: جامعة خليفة; também conhecido como Universidad de Ciência, Tecnologia e Pesquisa de Khalifa ou KUSTAR) é uma universidade focada em ciência localizada em Abu Dhabi, Emirados Árabes Unidos, com um campus satélite em Sharjah. Em 2017, foi classificada como a 401ª melhor universidade do mundo pelo ranking QS.
A universidade foi fundada em 2007 através de um decreto emitido pelo presidente do país, Sua alteza Sheikh Khalifa Bin Zayed Al Nahyan, a Universidade de Khalifa foi criada em um esforço para apoiar uma economia baseada no conhecimento que contribuirá para o futuro pós-petróleo do estado.
Atualmente, a universidade está se fundindo com Instituto do Petróleo e Instituto Masdar de Ciência e Tecnologia. Ela é frequentada por cerca de aproximadamente 1 300 estudantes.

## História
Originalmente estabelecido em 1989 como o Etisalat College of Engineering (ECE), o campus principal da escola foi construído em Sharjah e teve como objetivo fornecer trabalhadores tecnologicamente treinados a Emirates Telecommunications Corporation (Etisalat).
O presidente da Universidade de Khalifa, Tod A. Laursen, foi nomeado em agosto de 2010. A partir de 2013, a faculdade e sua equipe eram composta por mais de 40 países e seu corpo estudantil é internacionalmente diversificado e coeducativo.

## Organização
A Universidade de Khalifa oferece oito graus de graduação através do seu Colégio de Engenharia, e sete programas de pós-graduação de estudo sob a Faculdade de Engenharia e o Instituto de Segurança Internacional e Civil.

### Segurança internacional e civil
Distinto no Golfo, o Instituto de Segurança Internacional e Civil (IICS) da Universidade de Khalifa procura "produzir pesquisas que irão reforçar a segurança dos Emirados Árabes Unidos de forma a responder às necessidades dos decisores de segurança nacionais e globais ... permitindo que o programa faça grandes contribuições que reforcem a segurança regional, internacional e humana."